# Adventures of Sherlock Holmes; or, Held for Ransom
Adventures of Sherlock Holmes; or, Held for Ransom  este un film american din 1905 regizat de J. Stuart Blackton pentru Vitagraph Studios. Este al doilea film bazat pe povestirile cu Sherlock Holmes de Arthur Conan Doyle după filmul trick Mutoscop din 1900 denumit Sherlock Holmes Baffled. Adventures of Sherlock Holmes; or, Held for Ransom este considerat ca fiind prima încercare serioasă de a realiza un film "serios" cu Sherlock Holmes.  Scenariul este scris de Theodore Liebler Jr. pe baza romanului Semnul celor patru.

## Distribuție
Filmul a fost lansat pe 7 octombrie 1905, cu H. Kyrle Bellew și J. Barney Sherry în roluri nelistate. Mult timp s-a considerat că Maurice Costello a interpretat rolul lui Sherlock Holmes, dar Leslie S. Klinger a scris că atribuirea acestui rol lui Costello este greșită. Klinger afirmă că prima identificare a lui Costello în acest rol a fost în cartea Public Life of Sherlock Holmes de Michael Pointer, publicată în 1975, dar Pointer și-a dat seama mai târziu de eroare și i-a scris lui Klinger afirmând:
„"Acum știu că Maurice Costello nu ar fi putut apărea în acest film, deoarece nu s-a alăturat companiei Vitagraph până la acea dată. Îmi pare rău pentru că lucrarea mea a fost înșelătoare, dar mă îndoiesc că voi avea ocazia unei retipăriri în care să fac modificări; și nici nu am timp să fac acest lucru oricum."”